# Traversée de Paris (défilé)
Ne doit pas être confondu avec La Traversée de Paris.
La Traversée de Paris est un défilé biannuel d'automobiles de collection dans le Paris historique, se déroulant sur une journée. Le départ est donné le matin sur l'esplanade du château de Vincennes. Le cortège de plusieurs centaines de voitures anciennes passe par certains monuments remarquables de la capitale française.
Elle se décline en deux versions : une hivernale et une estivale.
Organisée par l'association francilienne Vincennes en Anciennes, cette manifestation est soutenue par la fédération française des véhicules d'époque (FFVE).

## Éditions

### 13eTraversée de Paris hivernale, du 6 janvier 2013
Les amateurs pouvaient contempler des modèles aussi variés que des Ferrari, des américaines de prestige et des Renault 5 (youngtimers) en parfait état.